# 더그 크리스티

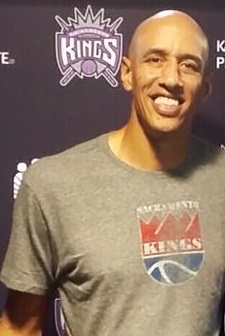
2015년 모습

더그 크리스티(Doug Christie, 본명: 더글라스 데일 크리스티, Douglas Dale Christie, 1970년 5월 9일 ~ )는 미국 프로 농구 코치이자 NBA(전미 농구 협회) 새크라멘토 킹스의 보조 코치였던 전직 선수이다.
1.98m(6피트 6인치) 높이의 크리스티는 슈팅 가드 포지션을 맡았다. 페퍼다인 대학에서 대학 농구를 했다. 1992년 NBA 드래프트에서 전체 17순위로 선정된 후 크리스티는 NBA 경력 15시즌 동안 7개 팀에서 뛰었다. 2000년대 초반 새크라멘토 킹스의 선발 투수였으며 4년 연속 NBA 플레이오프에서 킹스에서 활약했다. 수비로 유명한 크리스티는 킹스 활동 기간 동안 NBA 올 디펜시브 퍼스트 팀(All-Defensive First Team)을 한 번 구성하고 NBA 올 디펜시브 세컨드 팀(All-Defensive Second Team)을 세 번 구성했다.
크리스티는 2021년에 킹스의 보조 코치가 되었다.